# وليد أبو علي
وليد أحمد محمود أبو علي هو سَفير فِلسطين السابق لَدى باكستان. وسفير مفوض غير مقيم لدولة فلسطين لدى جزر المالديف. وسفير دولة فلسطين لدى ماليزيا.
في 30 ديسمبر 2017 استدعته السلطة الوطنية الفلسطينية بعد مُشاركته المنصة مع حافظ سعيد المطلوب للهند لاتصاله مع هجمات مومباي الإرهابية 2008.